# Торн, Марта
Марта Торн (англ. Martha Thorne; род. 6 марта 1953) — американский академик архитектуры, куратор, редактор и автор, исполнительный директор Притцкеровской архитектурной премии и декан в архитектурной школе IE School of Architecture and Design при IE University в Мадриде. Раньше она была архитектурным куратором в Чикагском институте искусств.